# المعاينة (أرحب)

تعديل مصدري - تعديل

المعاينة هي إحدى قرى عزلة بني على بمديرية أرحب التابعة لمحافظة صنعاء، بلغ تعداد سكانها 221 نسمة حسب تعداد اليمن لعام 2004.